# Същински кръвосмучещ вампир
Същинските кръвосмучещи вампири (Desmodus rotundus) са вид дребни бозайници от семейство Американски листоноси прилепи (Phyllostomidae), единствени съвременни представители на рода Desmodus.
Активни са през нощта и се хранят с кръв на бозайници. Често нападат домашни животни и са преносител на бяс. Достигат дължина 9 cm, размах на крилата 18 cm и обикновено тежат около 57 g, но могат да удвоят масата си с едно хранене.

## Разпространение
Разпространени са в тропическите области на Америка, от Мексико на север до Чили и Аржентина на юг.